# Hypoborus ficus
Hypoborus ficus é uma espécie de insetos coleópteros polífagos pertencente à família Curculionidae.
A autoridade científica da espécie é Erichson, tendo sido descrita no ano de 1836.
Trata-se de uma espécie presente no território português.